# Герасименко Михайло Петрович

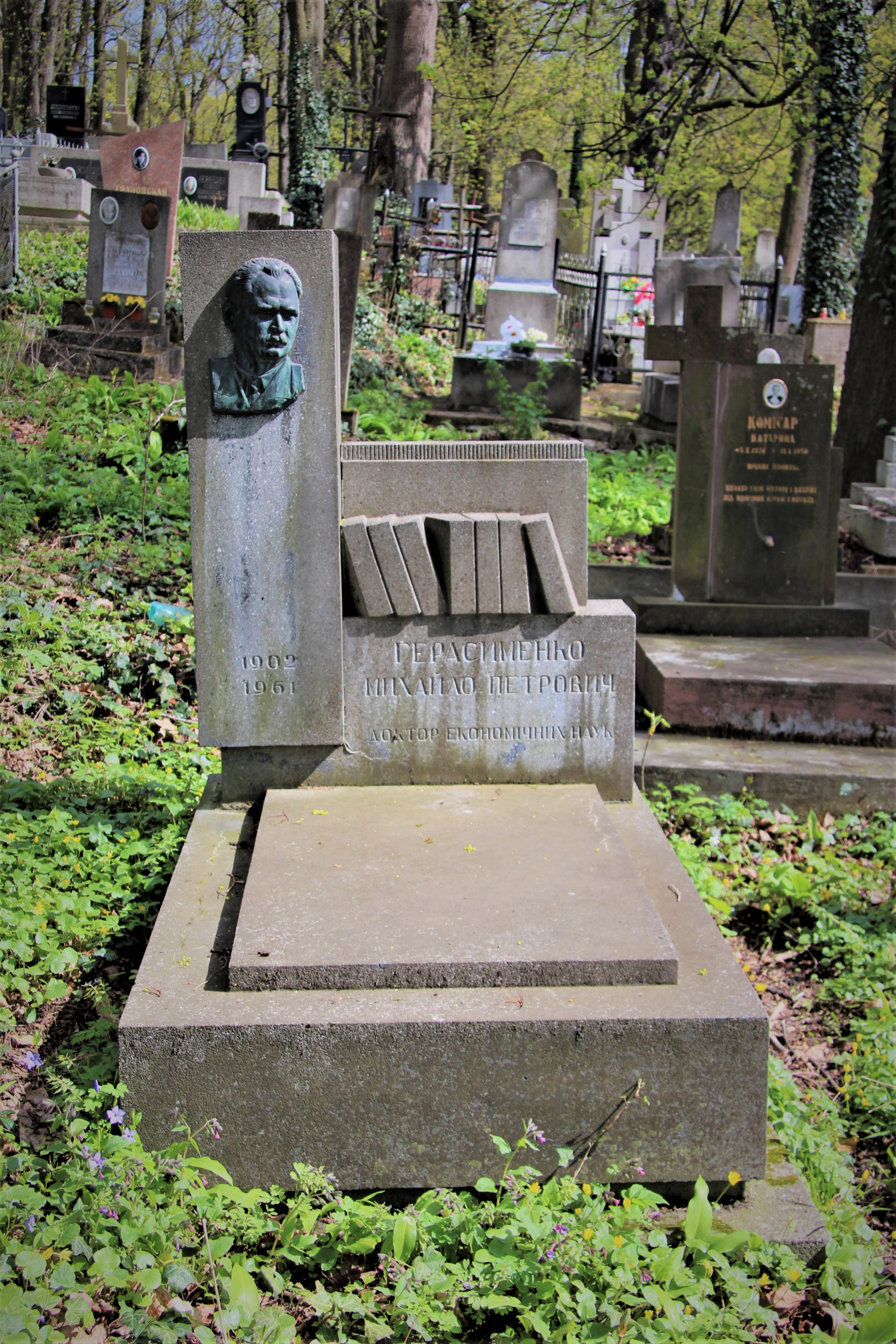

Михайло Петрович Герасименко (21 листопада 1902, Лебедин — 26 листопада 1961, Львів) — український історик-економіст і педагог, доктор економічних наук (1961).

## Біографія
Народився в селі Лебедин Чигиринського повіту Київської губернії (нині село Шполянського району Черкаської області) в селянській родині. У 1923–1926 роках навчався в Київському інституті народного господарства, в 1930 році закінчив аспірантуру при ВУАН.
В 1926–1934 роках — викладач, завідувач кафедри Київського інституту народного господарства та Київського інженерно-економічного інституту, в 1935–1941 роках — на економічній службі в організаціях системи харчової промисловості у місті Воронежі. Такі зміни відбулися тому, що у 1930 р. більшовицька кліка початку в Україні та, зокрема, в ВУАН активну ідеологічну і політичну чистку потенційно опозиційних режиму наукових сил — так званих націоналістичних і троцькістських елементів. Наказ № 105 по АФУ ВУАН від 17 грудня 1933 р.: «Звільнити з роботи у ВУАН Стайкевича І. М., Герасименка М. П. ….. як тих, що змикалися з класовими ворогами, шкодили та розвалювали роботу ВУАН» (Джерело: Ін-т рукопису НБУВ, фонд 33, № 2428). Тому у 1934 р. М. П.  Герасименко влаштувався на роботу в київський Цукровий науково — дослідний інститут, а в березні 1935 року, ховаючись від репресій, змушений був покинути Україну і виїхати до Воронежу. Таким чином, врятуватися вдалося — ціною зміни постійного місця проживання і своєї успішної науково — педагогічній діяльності в Києві.
Учасник другої світової війни. Бойові нагороди: орден «Червона зірка» (№ 1711999), медалі «За оборону Сталінграда», «За звільнення Варшави», «За бойові заслуги» (№ 631 899), «За взяття Берліну», «За перемогу над Німеччиною у Великій вітчизняній війні в 1941—1945 рр.».
В 1946–1952 роках — старший викладач, доцент, згодом декан економічного факультету Львівського торгово-економічного інституту, в 1952–1961 роках — завідувач відділу економіки Інституту суспільних наук АН УРСР. Спеціалізувався у сфері економіки, історії народного господарства і економічної думки України.
В 1949 році в Інституті економіки АН УРСР захистив кандидатську дисертацію «Особливості аграрного розвитку українських земель колишньої Галицької Русі в епоху феодалізму». У 1961 році — докторську дисертацію «Аграрні відносини в Галичині в період кризи панщинного господарства».
Автор праць:
- Микола Коперник. Видатний економіст епохи раннього капіталізму. К., 1953;
- Боротьба трудящих Західної України за возз'єднання з Радянською Україною. К., 1955;
- 2-е вид. К., 1960 (у співавт.);
- Аграрні відносини в Галичині в епоху кризи панщинного господарства. К., 1959;
- Класи і соціальні групи в Галичині в кінці XVIII ст. // З історії західноукраїнських земель. Вип.2. К., 1957;
- З літопису народного гніву // Жовтень. 1957. № 2;
- Пауперизація і соціальне розшарування сільського населення в Галичині в першій половині XIX ст. // УІЖ. 1959. № 1.

Помер 26 листопада 1961 року у Львові. Похований на 19 полі Личаківського цвинтаря.